# Кролевець (станція)
Кролевець — проміжна залізнична станція 4 класу Конотопської дирекції Південно-Західної залізниці на лінії Конотоп—Хутір-Михайлівський.
Розташована в Кролевецькому районі Сумської області між станціями Алтинівка (15,5 км) та Брюловецький (12 км).
На станції зупиняються поїзди далекого та місцевого сполучення. 

## Поїзди
- поїзд Шостка-Київ/Жмеринка
- приміські електропоїзди Конотоп-Неплюєве.